# Světová banka
Světová banka (anglicky World Bank, zkratka WB) je označení pro sdružení dvou specializovaných organizací Organizace spojených národů (OSN), které zajišťují finanční a technickou pomoc rozvíjejícím se zemím s cílem snížit chudobu a zlepšit životní podmínky na celém světě. Tvoří ji Mezinárodní banka pro obnovu a rozvoj (International Bank for Reconstruction and Development – IBRD), která pomáhá středně bohatým a chudým (ale solventním) zemím v ekonomickém růstu, a Mezinárodní asociace pro rozvoj (International Development Association – IDA), která se snaží zabezpečit dostupnost finančních prostředků pro nejchudší země světa, obvykle formou grantů, bezúročných či nízkoúročných půjček.
Spolu s dalšími třemi institucemi SB tvoří Skupinu Světové banky (The World Bank Group – WBG). Ta navíc kromě Světové banky zahrnuje Mezinárodní finanční korporaci (International Finance Corporation – IFC), která financuje soukromé investiční projekty, Multilaterální agenturu pro investiční záruky (Multilateral Investment Guarantee Agency – MIGA), která poskytuje garance pro politická rizika soukromých úvěrů v rozvojových zemích a Mezinárodní centrum pro řešení investičních sporů (International Centre for Settlement of Investment Disputes – ICSID).
V roce 2016 bylo členem Skupiny Světové banky 189 zemí.

## Organizační struktura

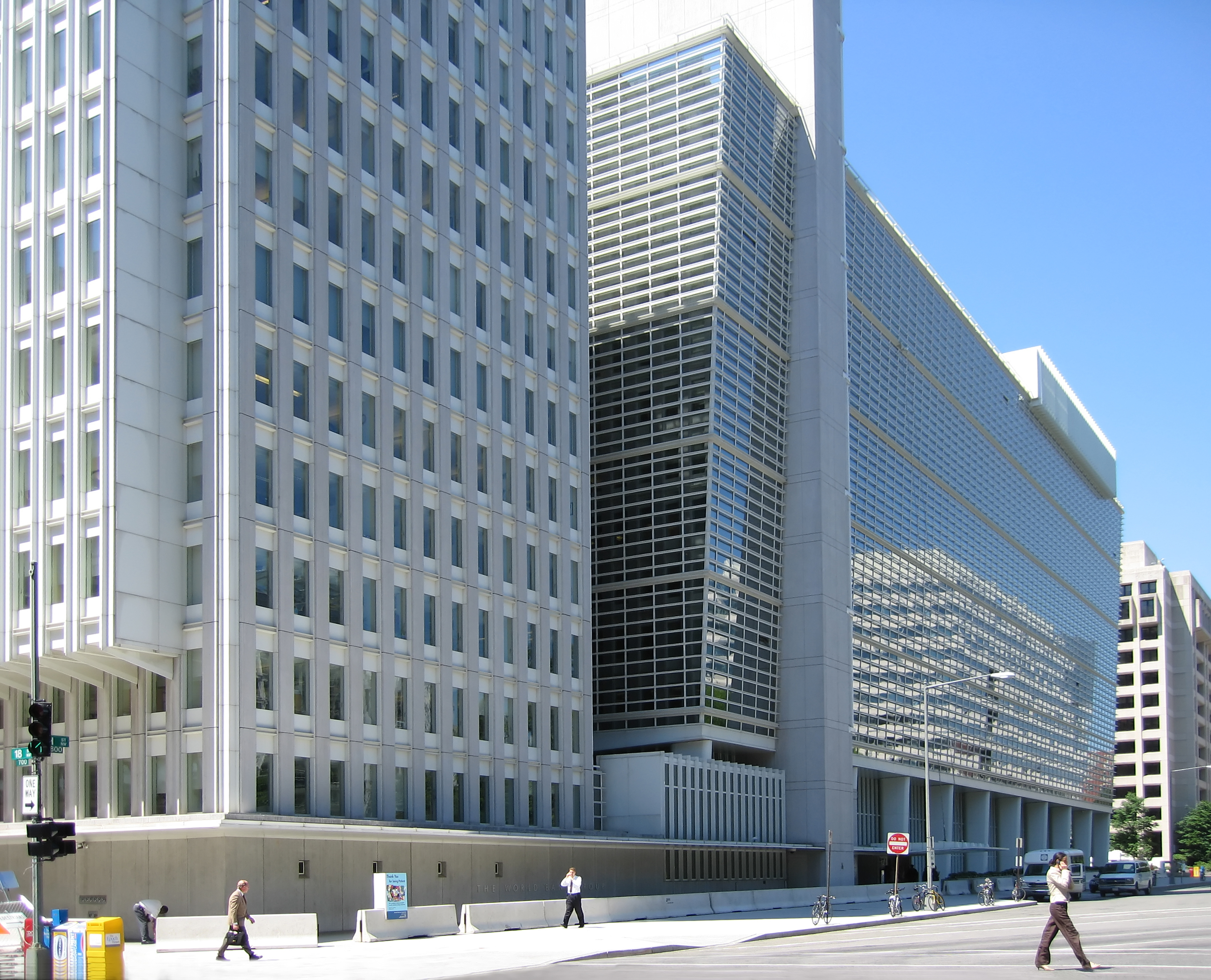
Sídlo Světové banky ve Washingtonu, D.C., USA (v pozadí ústředí Mezinárodního měnového fondu)

### Sbor guvernérů
Správním orgánem Skupiny Světové banky (WBG) je Sbor (či Rada) guvernérů, do níž si každá členská země volí svého guvernéra a jeho zástupce. Guvernér WBG jmenovaný za stát je guvernérem ve všech organizacích skupiny Světové banky. Guvernéry za jednotlivé státy bývají zpravidla ministři financí či guvernéři centrálních bank jednotlivých zemí. Sbor guvernérů se schází jednou ročně, a to na Výročním zasedání společně se Sborem guvernérů sesterské organizace Mezinárodního měnového fondu (MMF). Přijímá strategická rozhodnutí a cíle a schvaluje zásadní dokumenty (stanovy, roční účetní závěrku)‏. Protože se guvernéři setkávají pouze jednou za rok, specifické pravomoci a povinnosti jsou delegovány na 25 výkonných ředitelů, kteří zodpovídají za každodenní chod banky.

### Sbor výkonných ředitelů
Rada výkonných ředitelů je managementem banky. Odpovídá za zabezpečení činností banky a rozhoduje o poskytování půjček, způsobu a rozsahu mobilizace prostředků na světových finančních trzích. Jejím předsedou je prezident Světové banky. Podle stanov IBRD se volí od roku 1992 vždy devatenáct výkonných ředitelů na období dvou let. Celkem má IBRD 25 výkonných ředitelů, z nichž 5 je do funkce jmenovaných (zástupce USA, Japonska, Německa, Francie a Velké Británie) a 20 výkonných ředitelů je volených. Volení výkonní ředitelé reprezentují menší země, které se sdružují ve 20 konstituencích.

### Prezident banky

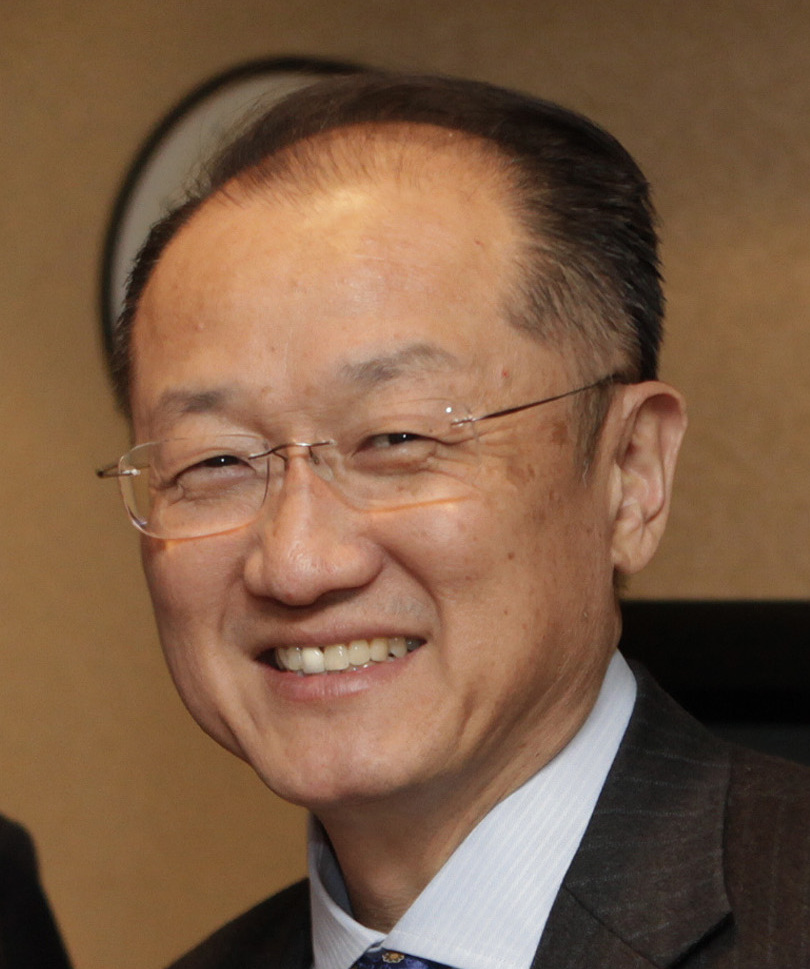
Jim Yong Kim, bývalý prezident Skupiny Světové banky

Nejvyšším představitelem WBG je prezident volený na pětileté období Správní radou. Podle nepsané dohody poválečného vývoje tento post obsazuje Američan, zatímco post generálního ředitele Mezinárodního měnového fondu (MMF) je vyhrazen pro občana některého z evropských států.

#### Seznam prezidentů
- Eugene Meyer (červen 1946 – prosinec 1946)
- John J. McCloy (březen 1947 – červen 1949)
- Eugene R. Black. Sr (1949 – 1963)
- George D. Woods (leden 1963 – březen 1968)
- Robert McNamara (duben 1968 – červen 1981)
- Alden W. Clausen (červenec 1981 – červen 1986)
- Barber B. Conable (červenec 1986 – srpen 1991)
- Lewis T. Preston (září 1991 – květen 1995)
- James Wolfensohn (červen 1995 – květen 2005)
- Paul Wolfowitz (červen 2005 – červen 2007)
- Robert Zoellick (1. července 2007 – 30. června 2012)
- Jim Yong Kim (1. července 2012 – 1. února 2019)[3]
- Kristalina Georgievová (1. února 2019 – duben 2019)
- David Malpass (duben 2019 – 1. červen 2023)
- Ajay Banga (od 2. června 2023)

## Programy Světové banky
- Investice do lidského rozvoje
- Ochrana životního prostředí
- Podpora soukromého sektoru
- Podpora ekonomických reforem
- Potírání korupce

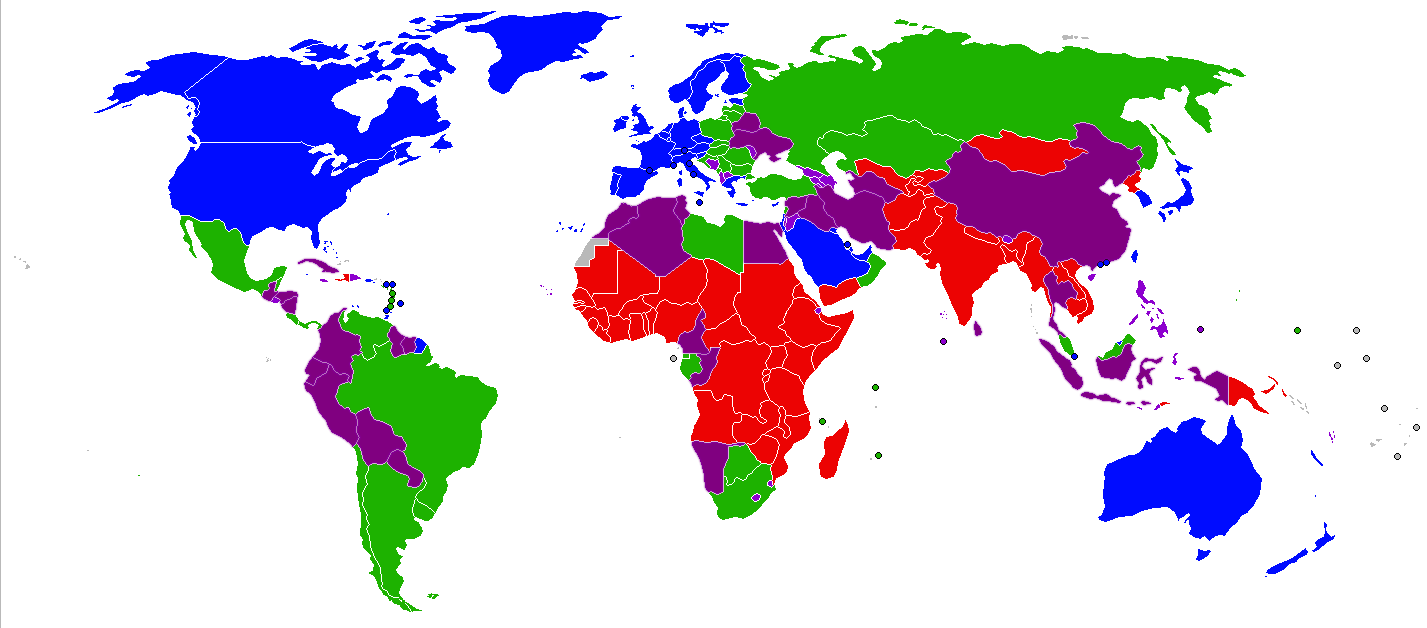
Země rozdělené Světovou bankou podle příjmových kategorií z roku 2006. Modrá – vysoký příjem, zelená – středně vysoký příjem, fialová – středně nízký příjem, červená – nízký příjem.

- Pomoc zemím postižených konfliktem
- Stimulace investic

## Poskytování půjček
Projekty SB se diskutují s MMF, který také dohlíží na programy hospodářské politiky dané země. V případě půjčky se dlužníkem stává vláda dané členské země. Finanční prostředky takto získané nesmí země použít na pořízení zboží a služeb z jiné země. SB půjčuje na dobu 20 let s pětiletým odkladem splátek na začátku období.
SB obecně vykazuje v rámci tzv. strategické dohody až 85% úspěšnost z hlediska poskytnutých prostředků.
V průměru poskytne SB každý rok zhruba 25 miliard dolarů vládám 80 rozvojových zemí.

### Půjčky Česku
17. dubna 2005 přesunula SB Česko ze skupiny rozvojových zemí do skupiny světových ekonomik (rozvinutých zemí)‏. Vyřazení ze skupiny rozvojových zemí znamená, že Česko nepotřebuje finanční podporu a pomoc a ztrácí tím nároky na úvěry (jež se ale stejně už delší dobu nečerpaly).‏ V současnosti probíhají projekty technické pomoci – zpracování analýz a doporučení v různých oblastech české ekonomiky.
Česko upsalo kapitál v celkové hodnotě 761 milionů dolarů, z toho splacená částka tvoří 45,9 milionů dolarů. Díky tomu je podíl Česka na hlasovacích právech ve Světové bance 0,41%.

## Dějiny
Světová banka byla založena v roce 1944 na tzv. Brettonwoodské konferenci v New Hampshire, na pomoc obnovy zemí postižených druhou světovou válkou. První půjčka 250 milionů dolarů byla poskytnuta v roce 1947 Francii na poválečnou obnovu. V roce 1946 měla SB 38 členů, v padesátých a šedesátých letech mnoho bývalých kolonií získalo nezávislost a stalo se členy, v současné době je členem SB 185 zemí.
První ředitel IBRD, Eugene Meyer, odstoupil po 6 měsících soupeření s dozorčí radou (tam své zástupce jmenovaly vlády zakládajících států – ty nebyly nakloněny myšlence nezávislé banky, jejíž dozorčí rada by dohlížela na vedení, ale nezasahovala do běžného rozhodování). Jeho nástupce John McCloy již svou funkci přijal pod podmínkou větší nezávislosti banky. Jedním z nejvlivnějších ředitelů v historii SB byl Robert McNamara. Ten v předchozí funkci ministra obrany USA veřejně pochválil Dow Chemical Company za výrobu Napalmu.
Zpočátku se banka snažila chovat podle zákonů trhu – půjčovala na projekty, které mohly samy vyprodukovat zisk. Na konci 50. let měla banka AAA status a mohla tak získávat levné úvěry, které následně půjčovala s nízkým úrokem (ten vytvářel mírný zisk, z něhož se hradil běžný chod banky). Navíc se věřilo, že se zaostalé země mohou rozvíjet, budou-li k tomu mít kapitál. Rychlá industrializace Sovětského svazu v 50. letech v tomto ohledu zanechala velký dojem.
Velikou změnu přinesla 60. léta. V roce 1960 vznikla Mezinárodní asociace pro rozvoj, která měla pomáhat nejméně rozvinutým státům půjčkami nabízenými za nikoli tržních podmínek. Určitým podnětem k této změně bylo osamostatnění bývalých kolonií a obava, že by se tyto mohly přiklonit k SSSR, jako to učinila například Kuba v roce 1959. Od roku 1964 po vojenském převratu v Brazílii až do poloviny 70. let každoročně půjčovala půl miliardy dolarů, ale předchozí demokraticky zvolené vládě půjčit odmítla. Dále v roce 1965 SB poskytla úvěr rasistickému režimu v JAR, navzdory nesouhlasu OSN, vyjádřenému v rezoluci, kterou při té příležitosti vydala. V roce 1979 poskytla SB první ze tří úvěrů na stavbu hydroelektrárny Yacyretá na řece Paraná mezi Argentinou a Paraguayí, v celkové výši jedné miliardy dolarů. V obou zemích ale v té době vládly diktátorské režimy, které první část úvěru utratily ještě předtím, než stavba této hydroelektrárny začala. 50 tisíc lidí bylo násilně přesídleno a kvůli rozsáhlému uplácení v průběhu této stavby projekt přehrady Yacyretá tehdejší argentinský prezident Carlos Menem nazval „pomníkem korupce“.
Nový ředitel Robert McNamara při prvním projevu na výročním zasedání Banky na podzim 1968 prohlásil, že se SB napříště bude zaměřovat přímo na odstraňování chudoby. Novou mantrou tedy měl být místo fyzického kapitálu kapitál lidský. Tento přístup byl přijat, protože se dostavilo rozčarování z poválečného přístupu zaměřeného pouze na továrny a přehrady, které nedokázaly odstranit lidskou bídu. Rolníkovi již tedy život neměla změnit nová továrna, ale komplexní péče o jeho zdraví, osivo, pozemková vlastnická práva a nové zemědělské technologie. Ve stejné době, tedy v roce 1970, šéf Mezinárodní organizace práce, David Morse, ohlásil „sesazení HNP z trůnu“ a Hollis Chenery, známý rozvojový ekonom velebil „optimální růst“ – tedy nikoli nutně maximální růst, který však povede k odstranění chudoby. Chenery byl brzy poté zaměstnán Světovou bankou jako McNamarův hlavní ekonom. V této době se také Světová banka výrazně rozrůstá a rozšiřuje svou působnost do nových oblastí – potravinová bezpečnost, zaměstnanost, výživa, rozvoj venkova, rozvoj měst atd. Nevadilo přitom, že OSN již v té době měla na tyto problematiky specializované složky (Organizace pro výživu a zemědělství, Mezinárodní organizace práce aj.)

## Kritika a negativní dopady
Na setkání v Nairobi v roce 1973 McNamara pronesl několik památných vět, kde zmínil „absolutní chudobu“. „Měli bychom se,“ podle jeho slov, „snažit vymýtit chudobu do konce tohoto století.“ MMF se podílel na některých kritizovaných projektech:
- V roce 1982 bylo zjištěno, že tehdejší zairský diktátor Mobutu Sese Seko si velkou část finančních prostředků poskytnutých SB převedl na svoje soukromá konta. Přesto Mobutu obdržel další politicky motivované úvěry ve výši přes 8 miliard dolarů.
- V roce 1981 SB půjčila Brazílii v rámci projektu Polonoreste 443 milionů dolarů na výstavbu silnic a dálnic přes Amazonský prales. To vedlo k masivnímu odlesňování, k následné erozi půdy, dále zhoršilo sociální situaci přesídlovaných zemědělců a způsobilo rozsáhlou epidemii malárie.
- Na základě doporučení SB se hodnota exportu surového dřeva z africké Ghany zvýšila ze 16 milionů USD v roce 1983 na 99 milionů USD v roce 1988 a v důsledku toho bylo zničeno 75 % rozlohy tamějších pralesů.
- Většina přehrad, financovaných Světovou bankou má na svědomí zatopení desítek čtverečních kilometrů pralesů, zničení podmínek pro rybolov i ztrátu mokřadů a ekosystému delt.
  - V roce 1985 začala SB financovat částkou 450 milionů dolarů výstavbu přehrady Sardar Sarovar v údolí řeky Narmady v Indii, kvůli které muselo svoje domovy opustit přes 200 tisíc lidí. Několik let trvaly soudní procesy a demonstrace obyvatel a došlo k nezávislému posouzení projektu interní Morseovou komisí. SB nakonec od projektu odstoupila.
  - V roce 1995 byla SB donucena odstoupit od projektu přehrady Arun 3 v Nepálu.
  - V roce 1991 SB poskytla Thajsku první část půjčky na výstavbu přehrady Pak Mun, která zničila ekosystém řeky Mekong.
  - Ve stejném roce 1991 začala výstavba soustavy pěti velkých přehrad v Lesothské vysočině (Lesotho Highlands), na kterou SB věnovala 110 milionů dolarů. Dokončeny už byly přehrady Katse a Mohale. Tato soustava přehrad má odklonit vodní toky z lesothských hor do průmyslových oblastí Jihoafrické republiky.
  - Přehrady Tucurui a Balbina zatopily celkem 6 400 čtverečních kilometrů pralesa v brazilské Amazonii. Přehrada Akosombo v africké Ghaně zaplavila 8 500 čtverečních kilometrů, tedy asi 4% rozlohy Ghany. Tyto přehrady, které zafinancovala SB vedly většinou k nárůstu výskytu nemocí závislých na vodním prostředí v tropech, konkrétně schistozomózy - motolice a malárie.
  - Další přehrada Manantali v africké Mali vyplavila 11 tisíc lidí, ale dál po proudu řeky Senegal trpí následky v průtokovém režimu řeky půl milionu rolníků.
  - V průběhu výstavby přehrady Chixoy v Guatemale se zhroutily špatně projektované tunely, což způsobilo několikaleté zpoždění a náklady tak vzrostly na více než 250%. Konečné náklady na přehradu Chixoy dosáhly 1,2 miliardy dolarů, tedy více než čtyřnásobek původního rozpočtu a představovaly 45% zadlužení Guatemaly v roce 1991.
  - V letech 1995 až 1999 uzavřela Světová banka 14 půjček v souvislosti s výstavbou přehrad v celkové výši 2,3 miliardy dolarů.
  - V případě přehrady Nam Theun 2 v Laosu, kde Světová banka také sjednala pojištění proti politické nestabilitě, došlo k vytěžení více než milionu kubických metrů dřeva z biologicky významného území Nakai Plateau.
- Další konkrétní případy:
  - V roce 1973 získal režim N. Ceaucesca v Rumunsku od SB velkorysý úvěr a jeho vládu banka opěvovala, že „vede rumunský lid k pokroku“. Do roku 1982 patřily půjčky pro Rumunsko mezi největší, které SB poskytla, celkem dosáhly sumy 2,4 miliardy dolarů.
  - V roce 1993 přes pokračující porušování lidských práv obdržela Čína v jednom roce rekordní částku 3,17 miliardy dolarů.
  - V roce 1997 MIGA uvolnila 10 milionů dolarů na krytí pro koncern Rio Tinto a 66,6 milionů syndikátu komerčních bank na projekt zlatého povrchového dolu Lihir Gold na ostrově Niolam (Lihir), který náleží do provincie Nové Irsko v Papui Nové Guineji. Přes 400 milionů tun hlušiny a hlavně toxických kalů z kyanidového loužení se bude ukládat přímo do moře. Zlato z lihirského dolu se bude loužit každý rok za použití 1 785 tun vysoce toxického kyanidu sodného. Během zpracování 104 milionů tun zjištěné zásoby zlata v lihirském dole vznikne 341 milionů tun odpadního kamene, který bude shozen do moře.
  - V roce 1999 SB finančně podpořila projekt přesídlení 70 tisíc Číňanů do oblasti tradičně obývané Tibeťany. Ani po vlastním negativním hodnocení svého podílu na projektu nebyla SB schopna svoji účast přehodnotit. Žádost o podporu projektu nakonec v červenci 2000 stáhla sama Čína.
  - Světová banka také financovala přesídlovací projekty v Etiopii sužované hladomorem a diktaturou Mengistu Haile Mariama.

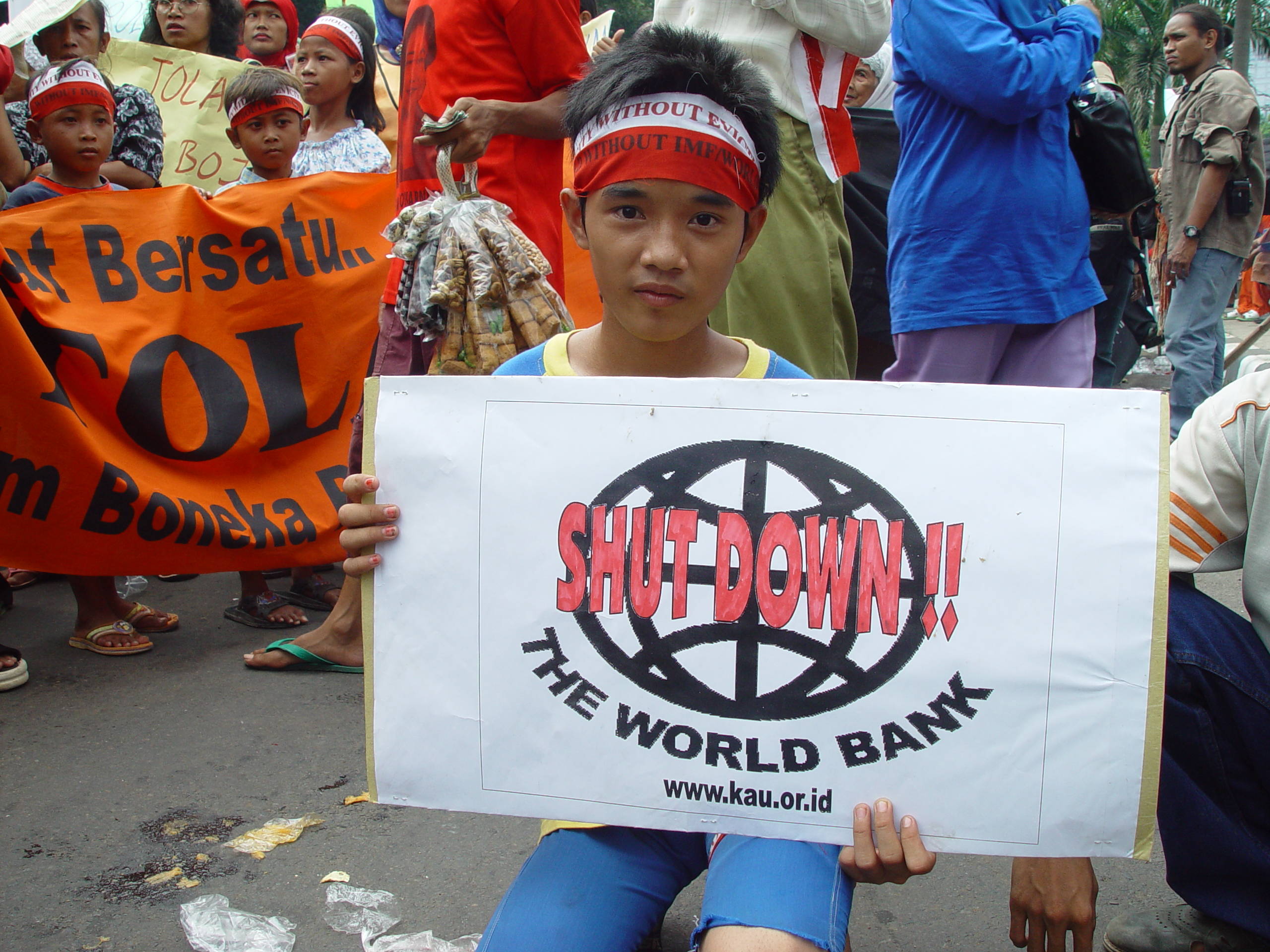
Protest proti Světové bance v roce 2004 v Jakartě.

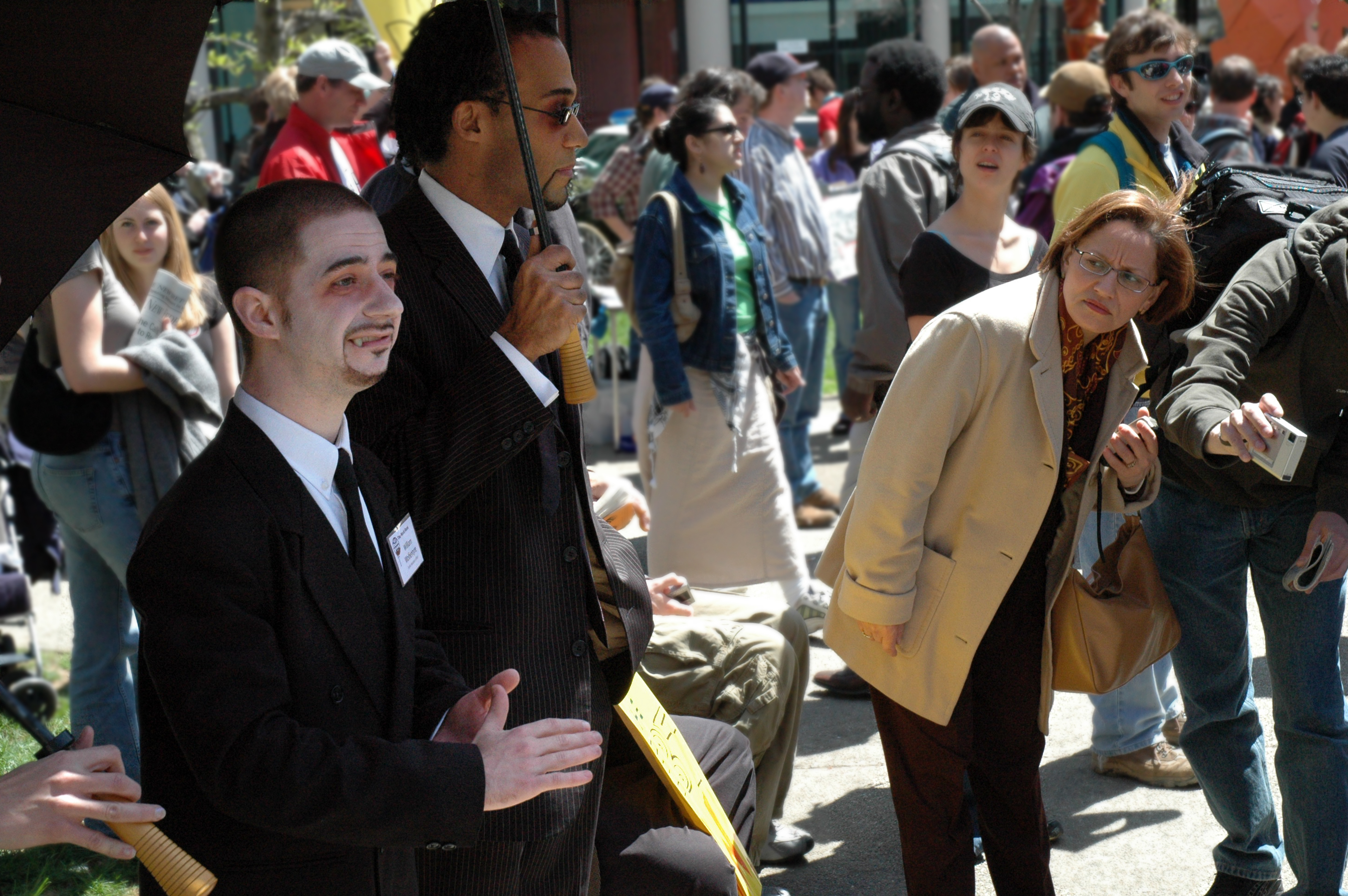
Vampire World Bank protest

SB nenese žádná rizika za své finanční operace[zdroj?], protože zadlužené státy jsou povinné splácet půjčky i v případě neúspěšnosti projektu a SB je navíc jištěna vyžádaným kapitálem. Většina půjčených peněz se tak velice rychle vrací do vyspělých zemí, protože rozvojové země tyto peníze používají na zaplacení zahraničních poradců, nákup techniky a hlavně na financování projektů, které provádějí nadnárodní korporace. Navíc, ve snaze splatit dluhy Světové Bance tak rozvojové země zvyšovaly export svých surovin[zdroj?], jako jediný zdroj tvrdé měny, přičemž s rostoucím množstvím těchto surovin na světovém trhu klesala jejich cena.[zdroj?]
Londýnský ekonom Peter Boone v roce 1996 publikoval výzkumnou práci, která zjistila, že zahraniční pomoc šla do spotřeby a nikoli do investic. Proto např. v některých afrických zemích došlo k zastavení či poklesu hospodářského růstu, přestože v 90. letech přesáhl podíl zahraniční pomoci na příjmech průměrné africké země hranici 15 % HDP.
SB v rozvojových zemích podporuje ekonomické reformy založené na privatizaci, liberalizaci, uvolňování obchodních bariér, vyrovnávání veřejných rozpočtů a ozdravení měn. Zejména v případě privatizace se však ukázalo, že šlo až příliš často o neprůhledný přesun majetku z rukou zkorumpovaných vládních úředníků do rukou stejně zkorumpovaných mocenských elit. Jestliže zadlužení rozvojových zemí činilo v roce 1975 60 miliard USD, v roce 1999 to bylo již 706 miliard USD. Země třetího světa přitom každým rokem odvádí jenom na splátkách úroků z úroků 123 miliard USD. Například Nigérie v roce 1978 měla dluh 5 miliard dolarů, v roce 2000 už 30 miliard a mezitím splatila SB 20 miliard. Metoda stabilizace měn navázáním na dolar či měnový koš se rovněž ukázala být chybným krokem, když v roce 1997 vyústila v asijskou finanční krizi.
Podle Rakouského ekonoma Jörga Guida Hülsmanna Světová banka "pro sebe již dlouho hledá smysluplnou úlohu. Do současnosti udržovala u vesla zkorumpované vlády zemí třetího světa tím, že jim dávala úvěry z kapes západních daňových poplatníků. Tím se získávala v období studené války vojenská spolupráce těchto mocipánů. Dnes je protislužba z jejich strany představována dílčí liberalizací zahraničního obchodu, ze které těží zpravidla podniky, které mají dobré kontakty se Světovou bankou."